# Rahma Tibi
Pour les articles homonymes, voir Tibi (homonymie).
Rahma Tibi, née le 14 juillet 2005, est une judokate tunisienne.

## Carrière
Rahma Tibi évolue dans la catégorie des moins de 52 kg. Elle est médaillée de bronze aux championnats d'Afrique 2023 à Casablanca.
En mars 2024, elle remporte la médaille d'or aux Jeux africains à Accra.